# Чхенкели, Акакий Иванович
Акакий Иванович Чхенкели (груз. აკაკი ჩხენკელი; 19 мая 1874, Окум, Ткварчельский район — 5 января 1959, Париж) — грузинский политик, юрист по образованию. Социал-демократ (меньшевик), депутат IV Государственной думы. К февралю 1917 года входил в Организационный Комитет РСДРП, впоследствии член Грузинской социал-демократической партии. Член ВЦИК 1-го созыва и Предпарламента. После Февральской революции был членом ОЗАКОМа, затем с 9 апреля 1918 года — председатель правительства Закавказской Федеративной Демократической Республики. С 26 мая (8 июня) 1918 года и до ноября 1918 года — министр иностранных дел Грузинской Демократической Республики. С февраля 1921 года и по 1933 год — посол Грузинской Демократической Республики во Франции. В 1924 году Франция установила дипломатические отношения с СССР и А. И. Чхенкели стал эмигрантом.

## Биография
Из дворян. Получил хорошее образование. Несмотря на исключение из духовной семинарии за участие в беспорядках, сумел окончить Кутаисскую гимназию, продолжить образование в Киевском университете и затем — в Берлине и Лондоне. Диплома о высшем образовании не получил. По профессии юрист и литератор. Участвовал в социал-демократическом движении с 1898 года. За политическую деятельность в 1911 году был выслан за пределы Кавказа, однако накануне выборов в Государственную Думу вернулся в Батум. За нарушение высылки был арестован, но после избрания депутатом Думы (избран в 4 Думу от Батумской и Карсской области и Сухумского округа) был освобождён. Входил в Думе в социал-демократическую фракцию; после её раскола в ноябре 1913 года — член меньшевистской фракции, её представитель в Совете старейшин. Член думских комиссий: по Наказу, личного состава, по местному самоуправлению, по военным и морским делам, по переселенческому делу и др. Защищал идею культурно-национальной автономии. В годы Первой мировой войны выступал с патриотических позиций. Член «думской ложи» Роз, входившей в союз Великого Востока народов России, был привлечён в ложу Н. С. Чхеидзе.
После Февральской революции 1917 был назначен в состав ОЗАКОМ.
26 апреля 1918 года, когда было сформировано правительство Закавказской Федеративной Демократической Республики А. И. Чхенкели занял посты председателя кабинета министров и министра иностранных дел. После распада Закавказской Федеративной Демократической Республики вошёл в правительство Грузинской Демократической Республики в качестве министра иностранных дел. Он оставался на этом посту до ноября 1918 года, когда его сменил Е. П. Гегечкори.

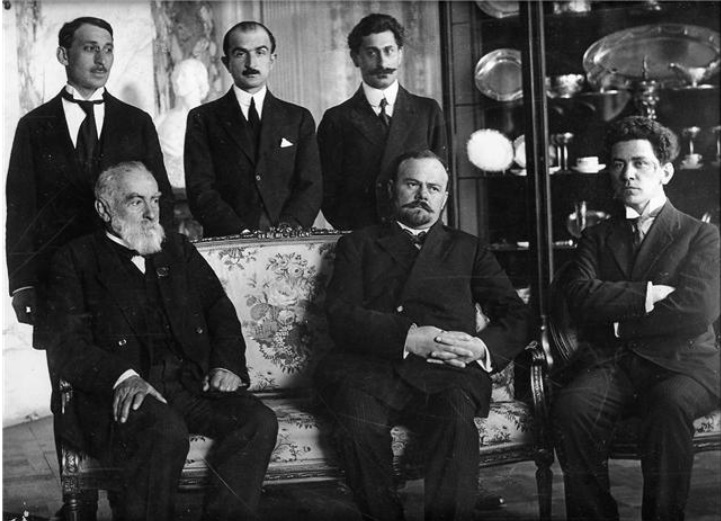
Члены грузинской дипломатической делегации в Берлине, 1918 год. Стоят, слева-направо: Спиридон Кедиа, Георгий Мачабели и Михаил Церетели. Сидят, слева-направо: Нико Николадзе, Акаки Чхенкели и Зураб Авалишвили

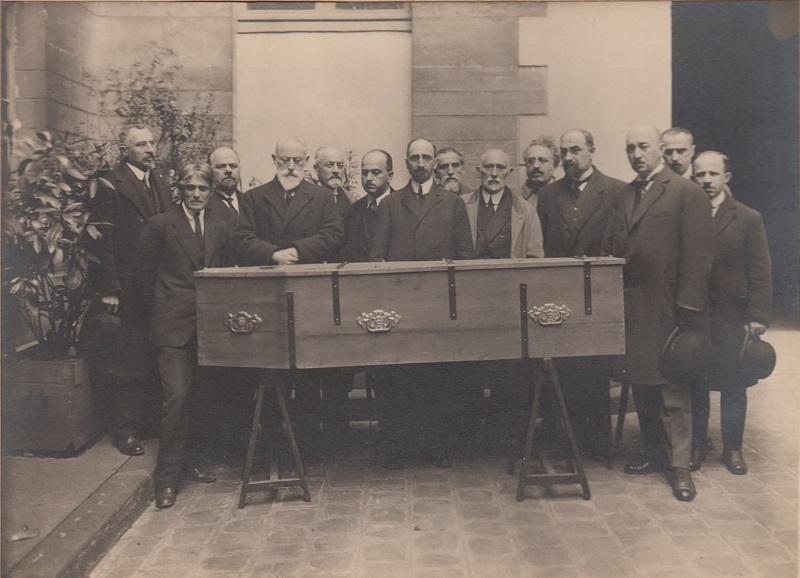
1926. Похороны Н. Чхеидзе. Чхенкели третий слева

После советизации Грузии (1921) в эмиграции. Похоронен на Левильском кладбище.

## Семья
- Жена — Маркине, сын Алексей[1].
- Брат — Кита Чхенкели,  профессор Цюрихского университета. После распада СССР и образования Республики Грузия ученица Кита Чхенкели, известный картвелолог Лия Флаур, передала Грузии оригиналы государственных документов Грузинской Демократической Республики, доверенные ей на хранение Маркине Чхенкели. В их числе: "Акт о независимости Грузинской Демократической Республики" от 26 мая 1918 года; "Конституция Грузинской Демократической Республики", принятая законодательным собранием 21 февраля 1921 года, и Государственный штандарт Грузинской Демократической Республики. Эти документы А. И. Чхенкели хранил дома после закрытия грузинского посольства в Париже[2].
- Брат — Ушка Чхенкели, племянники Алекси, Григорий, (Дмитрий Кикило) Валико, (Александра Цаца) Ламара, Соня.